# OnlineReports
OnlineReports.ch ist ein Internet-News-Portal aus Basel, das vorwiegend regionale Recherchen, Nachrichten und Kommentare publiziert. Der regionale Online-Nachrichtenservice wurde im Oktober 1998 vom Recherchier-Journalisten Peter Knechtli gegründet, der bis 30. Juni 2023 auch Chefredaktor war und ein 15-köpfiges Team an freien Journalisten und Kolumnisten betreute. Am 1. Juli 2023 erfolgte der Generationenwechsel, indem Redaktion und Firma an Alessandra Paone (ex Tages-Anzeiger) und Jan Amsler (ex Basler Zeitung) übergingen.

## Geschichte
Seit 1977 hatte die Basler Zeitung eine faktische Monopolstellung im regionalen Journalismus um Basel. Peter Knechtli sah im Internet die Möglichkeit, das Monopol der Basler Zeitung anzugreifen – auch ohne die Unterstützung eines Verlags oder Investors. 1997 ging er als Laborversuch mit den Peter Knechtli Reports online, einem unabhängigen Low-Budget-Medium. Damit gilt die Website als «älteste und kommerziell unabhängige Internet-News-Site der Schweiz». Ein Jahr später wurde das Projekt umbenannt in OnlineReports.ch.
OnlineReports.ch erreicht jährlich 920'000 Visits und über 2,1 Millionen Seitenabrufe. Die journalistischen Eigenleistungen, darunter manche Primeurs, werden oft von der Konkurrenz aufgegriffen. Die Redaktion kultiviert das Bild der rasenden Reporter und ergreift Partei für Verantwortung, nachhaltige Energieproduktion, Menschenrechte, indigene Völker. Schwerpunkte sind Nachrichten, Hintergründe und Kommentare aus der Region Basel, bei Bedarf aber auch aus der internationalen Welt. Kolumnen und Theaterbesprechungen namhafter Autoren ergänzen das Angebot.
OnlineReports.ch wird ausschliesslich marktwirtschaftlich finanziert, zur Hauptsache durch selbst akquirierte Werbung. Ergänzend besteht ein durch Leser gespeister Recherchierfonds, aus dem Leistungen (News, Recherchen, Interviews, Reports) von freien Journalisten finanziert werden.
Knechtli wurde in den Jahren 2007 und 2008 als «Schweizer Journalist des Jahres» in der Kategorie Lokaljournalismus ausgezeichnet.